# Gerontokracija
Gerontokracija  je oblik oligarhijske vladavine u kojoj je vlast ograničena na grupu ljudi koji se od ostalih razlikuju većom životnom dobi.
Obično se stvara tako da osobe koje dožive određenu starost akumuliraju daleko veću političku moć od onih mlađih.
Također se smatra kako je gerontokracija jedan od najstarijih oblika vladavine, s obzirom na to da su starije osobe, samim time što su imale veće životno iskustvo od svih ostalih, imale i najveću sposobnost rješavanja određenih problema, a samim time i autoritet.
Gerontokracija je u 20. stoljeću stekla pogrdno značenje, s obzirom na to da se vrlo često shvaćala kao sinonim za konzervativizam, odnosno vladavinu osoba nesklonih novih idejama i sa smanjenim mentalnim sposobnostima. To se osobito koristilo za SSSR i druge komunističke države.